# González (Colombia)
González è un comune della Colombia facente parte del dipartimento di Cesar.
Il centro abitato venne fondato da coloni della famiglia González intorno al 1570.

## Geografia
Il Comune di González è situato nella parte meridionale del dipartimento del Cesar e confina a nord, a est e a ovest con il dipartimento di Norte de Santander, mentre a sud confina con il comune di Río de Oro (Cesar).
Il centro comunale si trova a un'altitudine di 1.240 metri sul livello del mare, con temperature che oscillano tra i 19°C e i 22°C. Il clima è temperato, leggermente umido nella zona più elevata e semi-umido nella zona più bassa.

## Storia
Nonostante l'assenza di documenti storici a conferma, si presume che l'approssimativa fondazione del comune sia avvenuta tra il 1572 e il 1578, poco dopo la fondazione di Ocaña. Questa ipotesi suggerisce che la fondazione potrebbe essere stata realizzata da cacciatori provenienti da questa stessa città.

## Toponimia
Tra i vari nomi antichi attribuiti alla regione, si annoverano "Loma de Indígenas," "Loma de los Vientos," e "Loma de los Carates." In seguito all'indipendenza, la regione fu ribattezzata "Loma de González," presumibilmente in onore della prima famiglia González insediata nella zona.